# Kombinacja norweska na Zimowych Igrzyskach Olimpijskich 2002
Kombinacja norweska na Zimowych Igrzyskach Olimpijskich 2002 odbyła się w dniach 10 – 22 lutego 2002 roku w Soldier Hollow (biegi) i Utah Olympic Park (skoki). Zawodnicy rywalizowali w trzech konkurencjach: sprint (skoki na dużej skoczni/bieg na 7,5 km), zawody metodą Gundersena (skoki na normalnej skoczni/bieg na 15 km) oraz konkurencja drużynowa (skoki na dużej skoczni/sztafeta 4x5km). W kombinacji norweskiej na XIX IO startowali tylko mężczyźni, ponieważ konkurencje kobiece nie były częścią programu olimpijskiego.

## Wyniki

### Gundersen
| Miejsce | Zawodnik         | Reprezentacja     | Czas    | Strata  |
| ------- | ---------------- | ----------------- | ------- | ------- |
| 1       | Samppa Lajunen   | Finlandia         | 39:11,7 | –       |
| 2       | Jaakko Tallus    | Finlandia         | 39:36,4 | +24,7   |
| 3       | Felix Gottwald   | Austria           | 40:06,5 | +54,8   |
| 4       | Ronny Ackermann  | Niemcy            | 40:27,8 | +1:16,1 |
| 5       | Björn Kircheisen | Niemcy            | 40:55,9 | +1:44,2 |
| 6       | Mario Stecher    | Austria           | 41:30,8 | +2:19,1 |
| 7       | Todd Lodwick     | Stany Zjednoczone | 41:39,4 | +2:27,7 |
| 8       | Kristian Hammer  | Norwegia          | 41:40,8 | +2:29,1 |

### Sprint
| Miejsce | Zawodnik         | Reprezentacja     | Czas    | Strata  |
| ------- | ---------------- | ----------------- | ------- | ------- |
| 1       | Samppa Lajunen   | Finlandia         | 16:40,1 | –       |
| 2       | Ronny Ackermann  | Niemcy            | 16:49,1 | +9,0    |
| 3       | Felix Gottwald   | Austria           | 17:20,3 | +40,2   |
| 4       | Jaakko Tallus    | Finlandia         | 17:25,9 | +45,8   |
| 5       | Todd Lodwick     | Stany Zjednoczone | 17:32,1 | +52,0   |
| 6       | Daito Takahashi  | Japonia           | 17:37,9 | +57,8   |
| 7       | Hannu Manninen   | Finlandia         | 17:42,7 | +1:02,6 |
| 8       | Andreas Hartmann | Szwajcaria        | 17:44,7 | +1:04,6 |

### Sztafeta
| Miejsce | Reprezentacja     | Zawodnicy                                                          | Czas    | Strata  |
| ------- | ----------------- | ------------------------------------------------------------------ | ------- | ------- |
| 1       | Finlandia         | Jari Mantila Hannu Manninen Jaakko Tallus Samppa Lajunen           | 48:42,2 | –       |
| 2       | Niemcy            | Björn Kircheisen Georg Hettich Marcel Höhlig Ronny Ackermann       | 48:49,7 | +7,5    |
| 3       | Austria           | Christoph Bieler Michael Gruber Mario Stecher Felix Gottwald       | 48:53,2 | +11,0   |
| 4       | Stany Zjednoczone | Todd Lodwick Bill Demong Johnny Spillane Matthew Dayton            | 49:54,1 | +1:11,9 |
| 5       | Norwegia          | Sverre Rotevatn Lars Andreas Østvik Jan Rune Grave Kristian Hammer | 51:22,1 | +2:39,9 |
| 6       | Francja           | Frédéric Baud Ludovic Roux Kevin Arnould Nicolas Bal               | 51:35,5 | +2:53,3 |
| 7       | Szwajcaria        | Andreas Hurschler Ronny Heer Jan Schmid Ivan Rieder                | 52:07,9 | +3:25,7 |
| 8       | Japonia           | Kenji Ogiwara Gen Tomii Satoshi Mori Daito Takahashi               | 52:26,5 | +3:44,3 |